# Jurnalul Național
Jurnalul Național (Il giornale nazionale) è un quotidiano romeno, fondato il 7 luglio 1993.
Il 6 marzo 2000 fu lanciata l'edizione per la Repubblica Moldava, "Jurnalului Național – Ediția de Chișinău” tramite un evento-spettacolo organizzato in Piața Adunării Naționale a Chișinău.